# Đèo Ách
Đèo Ách là đèo trên quốc lộ 32 ở vùng giáp ranh xã Cát Thịnh và Suối Bu huyện Văn Chấn tỉnh Yên Bái, Việt Nam .

## Đặc điểm
Đèo Ách trên quốc lộ 32 cách huyện lỵ huyện Văn Chấn 21°33′59″B 104°34′38″Đ / 21,566319°B 104,577166°Đ 11 km về phía đông. Đỉnh đèo là ranh giới xã Cát Thịnh và Suối Bu.
Tại chân đèo phía xã Cát Thịnh có thôn Đèo Ách và suối Đèo Ách, là địa danh phát sinh từ tên đèo . Tên "Đèo Ách" thì có từ thời Pháp thuộc gần một thế kỷ trước, khi những "phu lục lộ" và tù nhân trú ở nơi có "ba khe" suối, nay là thôn Ba Khe, lao động mở đường cực nhọc như "đeo ách" ở trong vùng lúc đó nổi tiếng là "rừng thiêng nước độc", nhiều thú dữ và dân cư thì thưa thớt. Công sức của họ đã mang lại thành quả là con đường dẫn tới vùng đất :
Mường Lò gạo trắng nước trong. Ai đi đến đó lòng không muốn về.
Ngày nay Đèo Ách là điểm tham quan trung gian trong hành trình từ thành phố Yên Bái lên Mù Cang Chải .